# Азотно-оксидна смес
Азотно-оксидна смес (на английски: Mixed Oxides of Nitrogen, MON) обикновено се нарича разтворът на азотен оксид (NO) в диазотен тетраоксид (N2O4) / азотен диоксид (NO2).

## Употреба
Обикновено се използва като окислител в ракетни горива.
Диазотният тетраоксид е силен окислител, широко използван в ракетното дело. Един от недостатъците му е, че причинява стрес-корозия на титановите сплави, от които обикновено се правят ракетните резервоари за гориво, и води до напукване на стените им. Прибавянето на неголямо количество азотен оксид намалява този проблем. Обикновено, когато се посочва, че дадена ракета използва като окислител (N2O4), всъщност се има предвид MON.
В практиката се използват различни съотношения на смесване. Обозначават се като MONi, като i е тегловният процент на азотния оксид в сместа. С повишаване на процента на азотния оксид корозивността на течността намалява, но намалява и окислителният ѝ потенциал, а цената ѝ расте. Максималният допустим процент е 40.
В европейските ракети и космически кораби обикновено се използва MON1.3 (1,3% NO). НАСА обикновено използва (напр. в космическата совалка) MON3.